# Synagoga w Jarczowie
Synagoga w Jarczowie – murowana bożnica w Jarczowie. Synagoga została spalona przez hitlerowców podczas II wojny światowej. Po wojnie na jej miejscu wybudowano ośrodek zdrowia.